# هورا تومیئو
هورا تومیئو (به ژاپنی: 洞 富雄 ほら とみお); ۱۴ نوامبر ۱۹۰۶ – ۱۵ مارس ۲۰۰۰) تاریخ‌نگار اهل ژاپن بود. استاد، بخاطر کارهای پیشگامانه خود در مورد کشتار نانجینگ مشهور است.